# تيلهربر
تيلهربر هو مهاجم (كرة قدم) كرة قدم إندونيسي سابق، شارك مع منتخب الهند الشرقية الهولندية في كأس العالم 1938.